# 澳門巴士25BS路線
澳門巴士25BS路線是由新福利經營，往返橫琴澳方口岸和望德聖母灣的巴士路線。

## 開辦背景及過程
- 2021年9月17日，橫琴粵澳深度合作區成立，橫琴口岸和蓮花大橋成為連接深合區的重要和唯一通道。但自2020年8月18日下午3時起俗稱蓮花口岸的路氹邊檢大樓正式遷往位於新橫琴口岸的橫琴口岸澳門口岸區後，橫琴澳方口岸往返澳門市區的公共巴士路線繼續嚴重不足，更快捷直達澳門市區和氹仔市區只有一條25B路線，而且在每天上午尖峰時段大排長龍，龍尾甚至排到口岸出入境車道，最長需要等候1小時才能成功上車，乘客就算成功上車仍要在路氹一帶繞路行駛。對於使用該口岸出入境人士來說，往返橫琴澳方口岸巴士路線嚴重不足，與一關之隔的珠海方口岸的交通配套形成強烈對比。

- 2021年11月12日，新福利宣佈因應橫琴澳方口岸使用公共巴士的客流變化，為解決早上及傍晚高峰潮汐式客流的通勤壓力，由11月15日起推出本線，為25B路線的特班車，藉以疏導路氹連貫公路一帶每日跨境通勤的乘客，同時更有利舒緩25B路線前往澳門區的客流。[1][2][3]

- 2021年11月13日，新福利公佈本線營運安排，本線循環往返橫琴澳方口岸至望德聖母灣，以大巴行駛，服務時間為06:30-09:00、17:00-19:00，星期日及強制性假期停駛，班距為8-13分鐘。[4]

## 簡介及歷史
- 2021年11月15日，本線正式開設。

- 2022年3月26日起，新增停靠於路氹連貫公路行人天橋近澳門倫敦人酒店一側的「連貫公路／倫敦人」站，原「連貫公路／倫敦人」站更名為「連貫公路／巴黎人花園」。[5]

- 2022年7月11日至17日，因實施「全澳相對靜止管理」措施，本線暫停營運。[6]

- 2022年7月18日至22日，因宣佈延長「相對靜止管理」措施，維持上述措施。[7]

- 2022年7月23日至8月1日，為配合「防控鞏固期」，維持上述措施。[8][9]

- 2022年8月2日，「防控鞏固期」結束，本線恢復營運。[10][11][12][13]

- 2022年12月3日起，新增停靠“蓮花路／新濠影匯”站。[14][15][16]

- 2023年2月27日起，上午服務時間延長至09:30。[17]

- 2023年4月30日至5月1日，因應“五‧一黃金周”將至，調整服務時間為09:00-20:00，班距為20-30分鐘。[18]

- 2023年9月26日15:00起，橫琴口岸二期新客貨車通道正式試運行，調整「橫琴澳方口岸」站之停靠位置至口岸二期交通平台的F1車道。[19]

- 2023年9月30日及10月2日，因應“國慶黃金周”將至，調整服務時間為09:00-19:00，班距為20-30分鐘。[20]

- 2023年12月31日至2024年1月1日，於元旦前夕及元旦期間增加班次。[21]

- 2024年9月15日至17日，配合中國大陸中秋節連假，臨時於09:00-15:00加開班次。[22]

## 使用車輛
2021年11月17日前：
- 宇通ZK6128HG

2021年11月17日-11月18日：
- 蘇州金龍KLQ6108GQ28E4
- 宇通ZK6128HG

2021年11月19日起：
- 蘇州金龍KLQ6108GQ28E4
- 蘇州金龍KLQ6108GQE5

2022年6月25日起：
- 蘇州金龍KLQ6108GQ28E4

2022年8月4日起：
- 蘇州金龍KLQ6108GQ28E4
- 蘇州金龍KLQ6108GQE5

2022年8月11日起：
- 蘇州金龍KLQ6108GQ28E4

2022年8月18日起：
- 蘇州金龍KLQ6108GQ28E4
- 蘇州金龍KLQ6108GQE5

2022年12月26日起：
- 蘇州金龍KLQ6108GQ28E4
- 蘇州金龍KLQ6108GQ28

2023年1月起：
- 蘇州金龍KLQ6108GQ28E4
- 蘇州金龍KLQ6108GQE5

2023年4月起：
- 蘇州金龍KLQ6108GQ28E4
- 蘇州金龍KLQ6108GQE5
- 蘇州金龍KLQ6106GHEV

2023年9月1日起：
- 蘇州金龍KLQ6108GQ28E4
- 蘇州金龍KLQ6108GQE5
- 蘇州金龍KLQ6116GHEV1
- 蘇州金龍KLQ6116GHEV2

2023年9月6日起：
- 蘇州金龍KLQ6108GQ28E4
- 蘇州金龍KLQ6108GQE5
- 蘇州金龍KLQ6116GHEV1
- 蘇州金龍KLQ6116GHEV2
- 蘇州金龍KLQ6115GQ

2023年11月起：
- 蘇州金龍KLQ6108GQ28E4
- 蘇州金龍KLQ6108GQE5
- 蘇州金龍KLQ6960GQE5
- 蘇州金龍KLQ6116GHEV2
- 蘇州金龍KLQ6115GQ

2024年1月9日起：
- 蘇州金龍KLQ6108GQ28E4
- 蘇州金龍KLQ6116GHEV1
- 蘇州金龍KLQ6106GHEV1
- 蘇州金龍KLQ6115GQ

2024年2月起：
- 蘇州金龍KLQ6108GQ28E4
- 蘇州金龍KLQ6106GHEV1
- 蘇州金龍KLQ6186GHEV

2024年11月起：
- 蘇州金龍KLQ6106GHEV1
- 蘇州金龍KLQ6106GHEV2
- 蘇州金龍KLQ6186GHEV

## 電牌
| 往横琴方向 | 往横琴方向   | 往横琴方向 |
| 日期       | 頭牌         | 圖例       |
| ---------- | ------------ | ---------- |
| 開線至今   | 横琴澳方口岸 |            |
| 往氹仔方向 |              |            |
| 日期       | 頭牌         | 圖例       |
| 開線至今   | 望德聖母灣   |            |

## 路線資料

### 收費
| 收費類別     | 收費類別                      | 收費類別             | 費用 |
| ------------ | ----------------------------- | -------------------- | ---- |
| 現金         | 現金                          | 現金                 | $6.0 |
| 境外支付工具 | 支付寶（內地及香港）          | 支付寶（內地及香港） | $6.0 |
| 境外支付工具 | 雲閃付 非綁定澳門銀聯卡       |                      | $6.0 |
| 境外支付工具 | 微信支付（內地及香港）        |                      | $6.0 |
| 境外支付工具 | 交通聯合 非澳門發行的全國通卡 |                      | $6.0 |
| 境內支付工具 | 澳門通                        | 全民卡               | $3.0 |
| 境內支付工具 | 澳門通                        | 學生卡               | $1.5 |
| 境內支付工具 | 澳門通                        | 長者卡               | 免費 |
| 境內支付工具 | 澳門通                        | 殘疾卡               | 免費 |
| 境內支付工具 | 聚易用＋                      | 聚易用＋             | $3.0 |

### 服務時間及班距
| 服務時間                             | 星期一至六              | 星期日 （含強制性假日） |
| ------------------------------------ | ----------------------- | ----------------------- |
| 橫琴澳方口岸                         | 06:30-09:30 17:00-19:00 | 停駛                    |
| 班距                                 | 8-13分鐘                | 停駛                    |
| 颱風襲澳期間，蓮花大橋封閉時暫停營運 |                         |                         |

### 路線停站
| 25BS | 橫琴澳方口岸 ↺ 望德聖母灣 | 橫琴澳方口岸 ↺ 望德聖母灣 | 橫琴澳方口岸 ↺ 望德聖母灣 |
| 序號 | 循環線                    | 循環線                    | 循環線                    |
| 序號 | 站號                      | 站名                      | 輕軌站／出入境口岸        |
| 1    | T560/1                    | 橫琴澳方口岸              | 橫琴口岸 橫琴站           |
| 2    | T372                      | 蓮花路／新濠影匯          | 蓮花站                    |
| 3    | T360                      | 連貫公路／新濠影匯        |                           |
| 4    | T376/2                    | 連貫公路／巴黎人          |                           |
| 5    | T367                      | 望德聖母灣馬路／連貫公路  |                           |
| 6    | T366                      | 望德聖母灣馬路／紅樹林    |                           |
| 7    | T375                      | 連貫公路／新濠天地        |                           |
| 8    | T380                      | 連貫公路／倫敦人          |                           |
| 9    | T379                      | 連貫公路／巴黎人花園      |                           |
| 10   | T359                      | 蓮花圓形地                |                           |
| 11   | T355/2                    | 蓮花路停車場              | 蓮花站                    |
| 12   | T560/1                    | 橫琴澳方口岸              | 橫琴口岸 橫琴站           |

## 爭議
- 2021年11月15日，本線開通首日上午客量一般，25B路線在上午時段每班車的車廂仍然擠滿人群，因此開辦成效備受質疑。新福利發出新聞稿，指本線開通後客流疏導效果顯著，本線於首日橫琴澳方口岸早尖峰時段客流疏導能力增加接近四成。但在上午時段明顯地25B路線之客量明顯比本線多，本線客量為1,100人次，而25B路線客量為3,300人次。新福利指高效快速集散客流，大幅縮短排隊長度及候車時間，同時改善25B路線在各中途站的運載能力。[23][24]
- 對於網上流傳和有聽眾致電澳門電台中文頻道晨間時事烽煙節目澳門講場指本線於2021年11月15日開通因抽調巴士行駛本線影響5路線服務；新福利於2021年11月16日再發出新聞稿澄清相關事件，指出5路線在晨間尖峰時段的巴士運力及班次沒有減少，更沒有抽調5路線的運力服務本路缐。5路線班次隔間基本準時，惟在個別時段受路面堵塞影響，會引致中途站班次間隔不均或出現脫班情況。故見及此，新福利對5路線將以加班車於部分中途站「插入」班次加強服務，以彌補因路面堵塞引致脫班情況。由即日起調整早尖峰時段快線5AX路線增加中途站點，疏導澳門半島一帶使用巴士通勤的乘客。[25]

## 圖片集

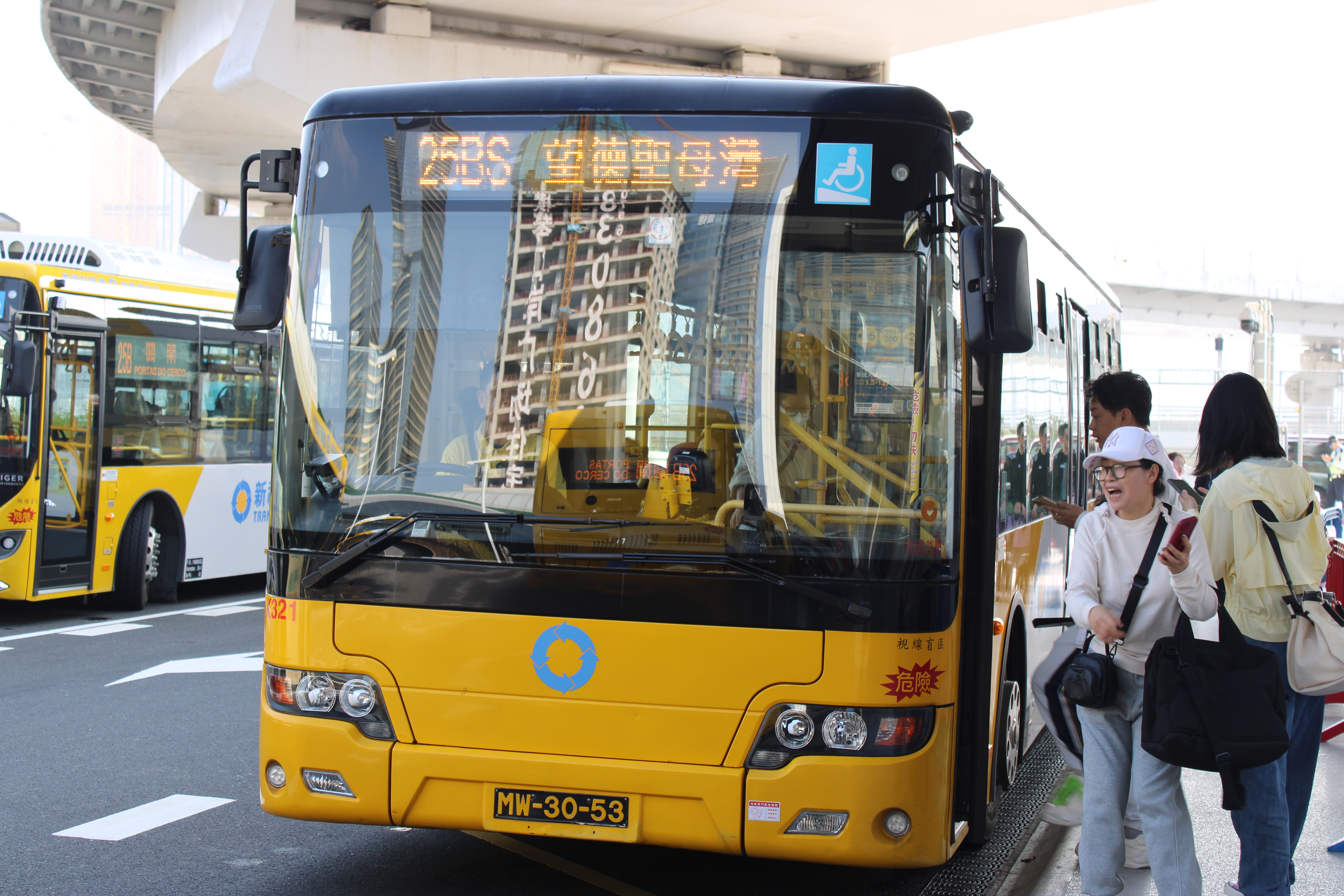
蘇州金龍KLQ6108GQ28E4
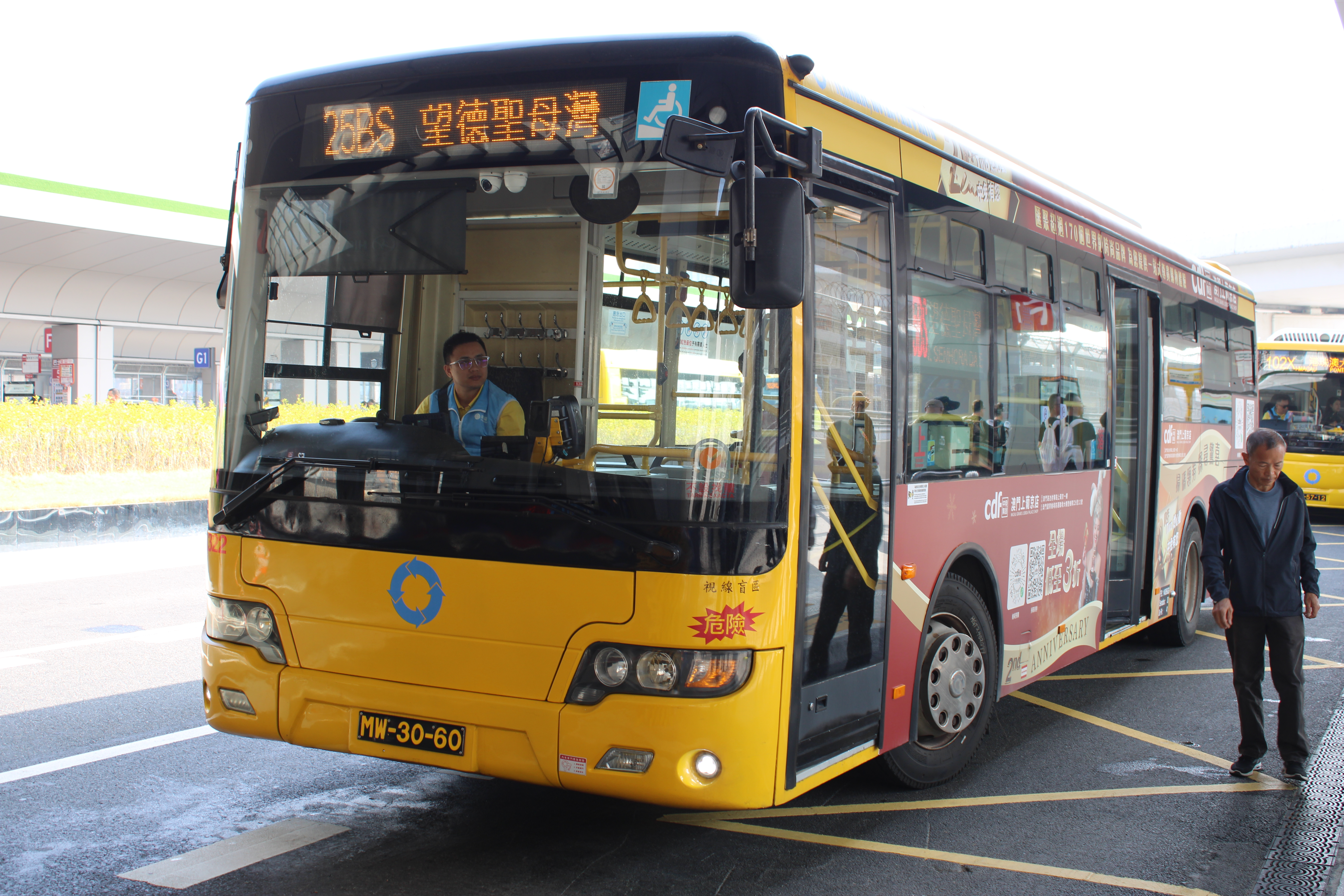
蘇州金龍KLQ6108GQ28E4
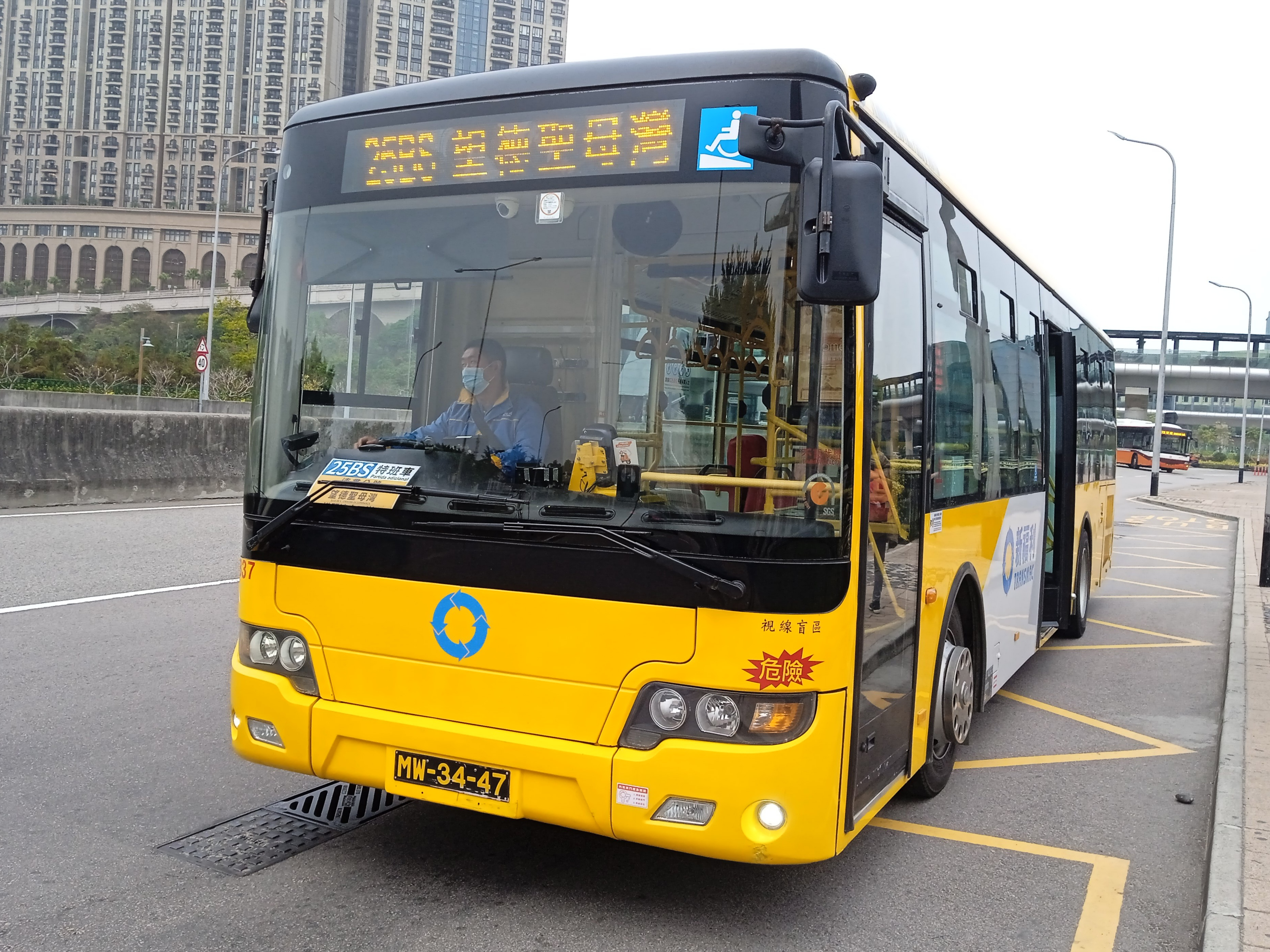
蘇州金龍KLQ6108GQ28E4
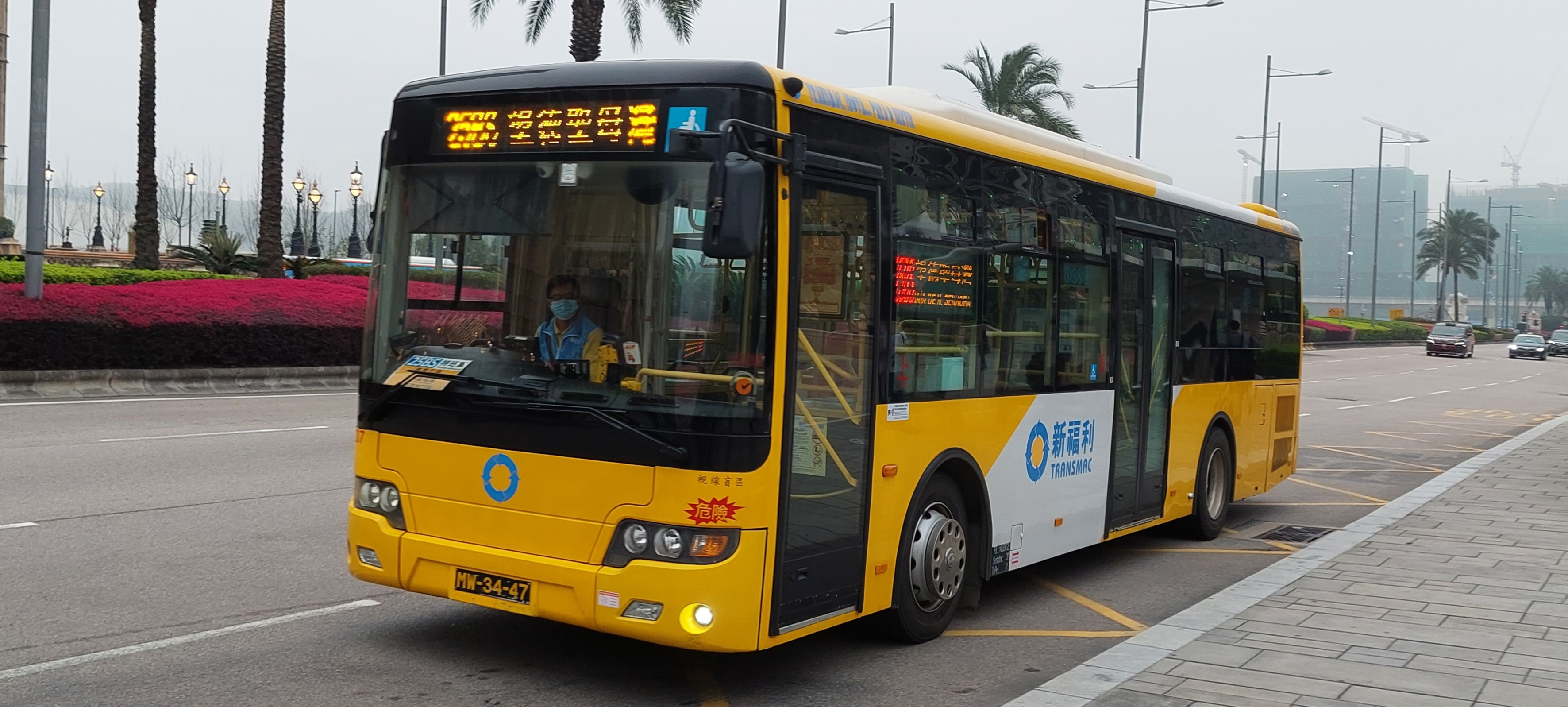
蘇州金龍KLQ6108GQ28E4
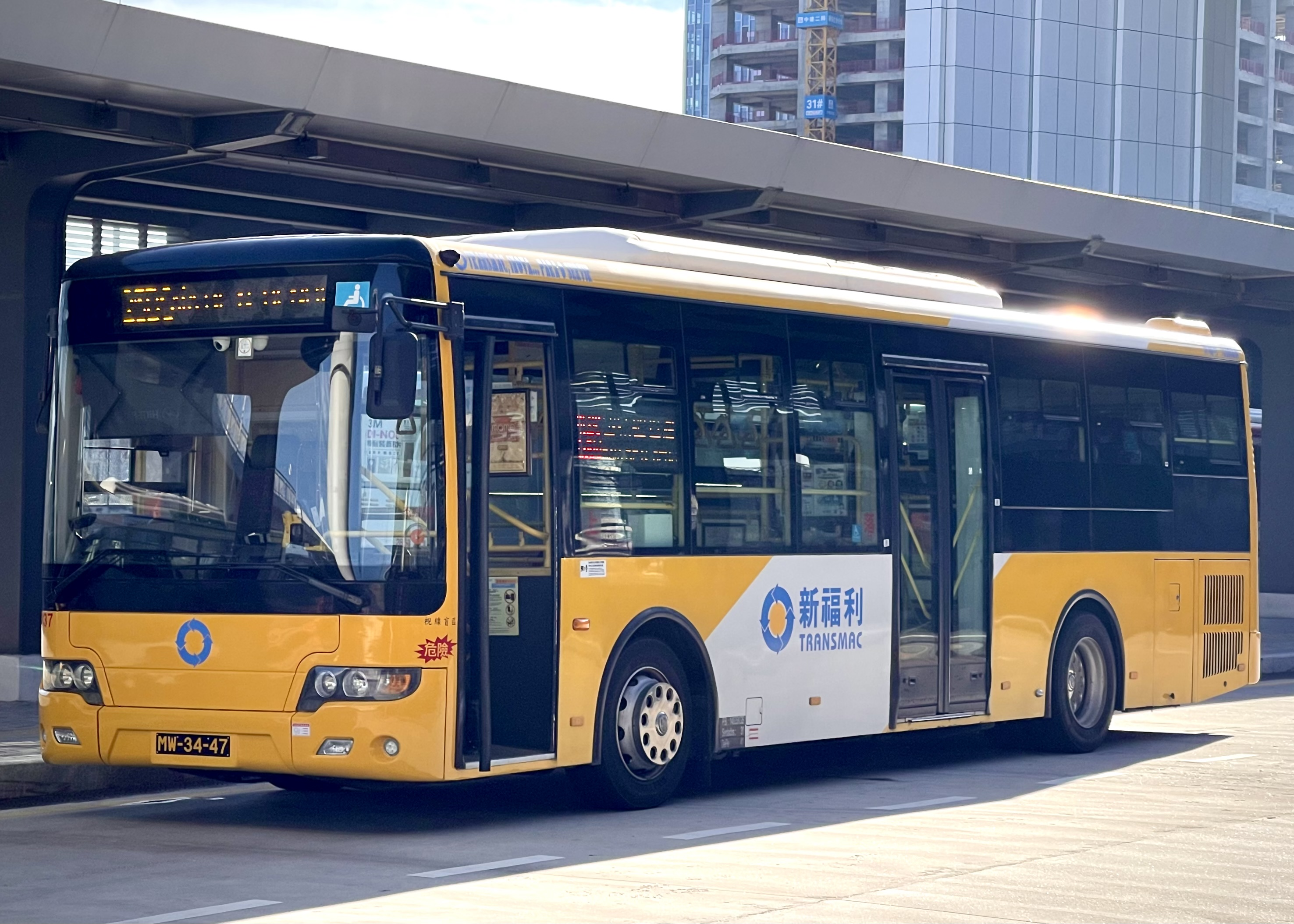
蘇州金龍KLQ6108GQ28E4
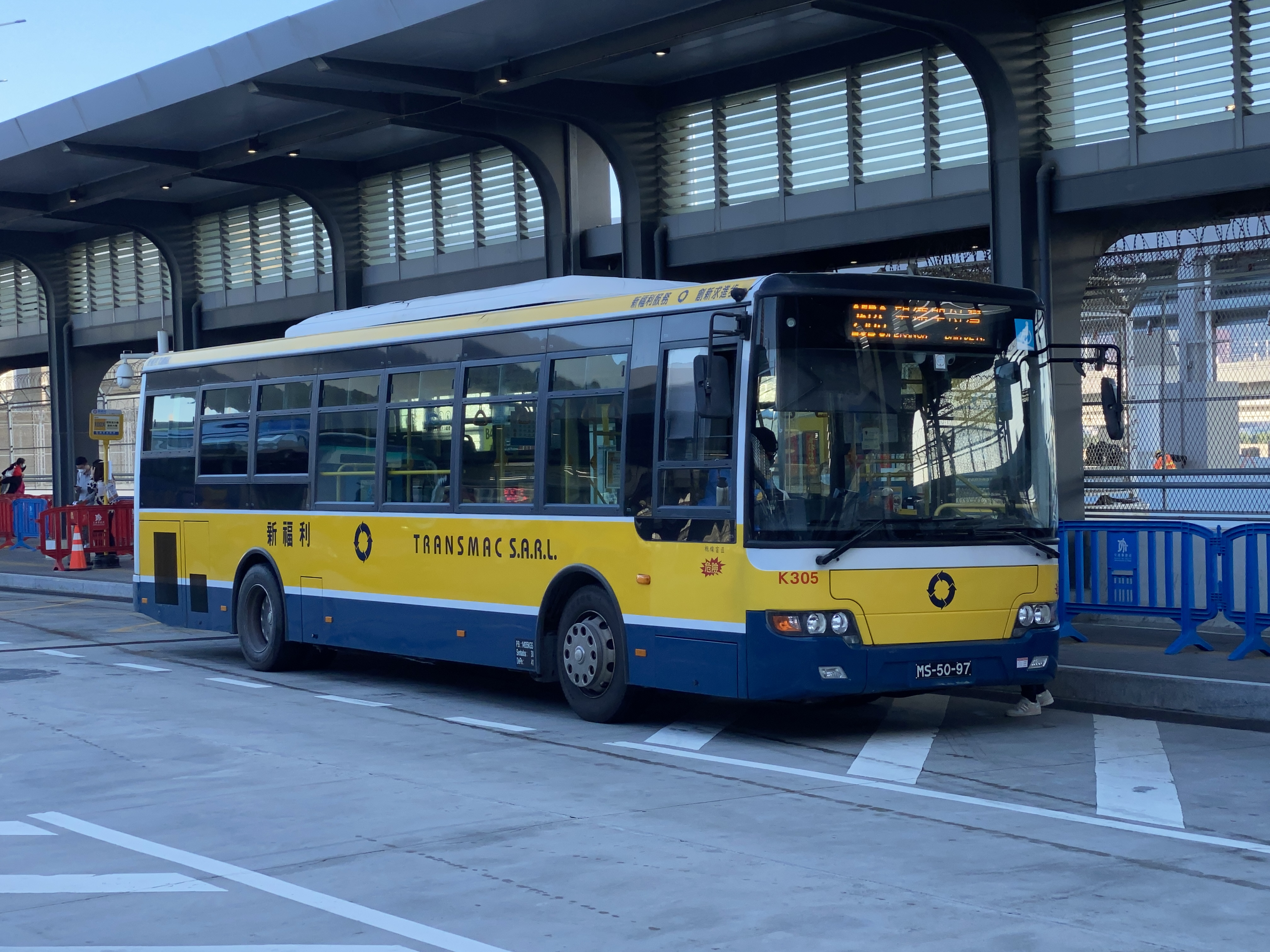
蘇州金龍KLQ6108GQ28E4
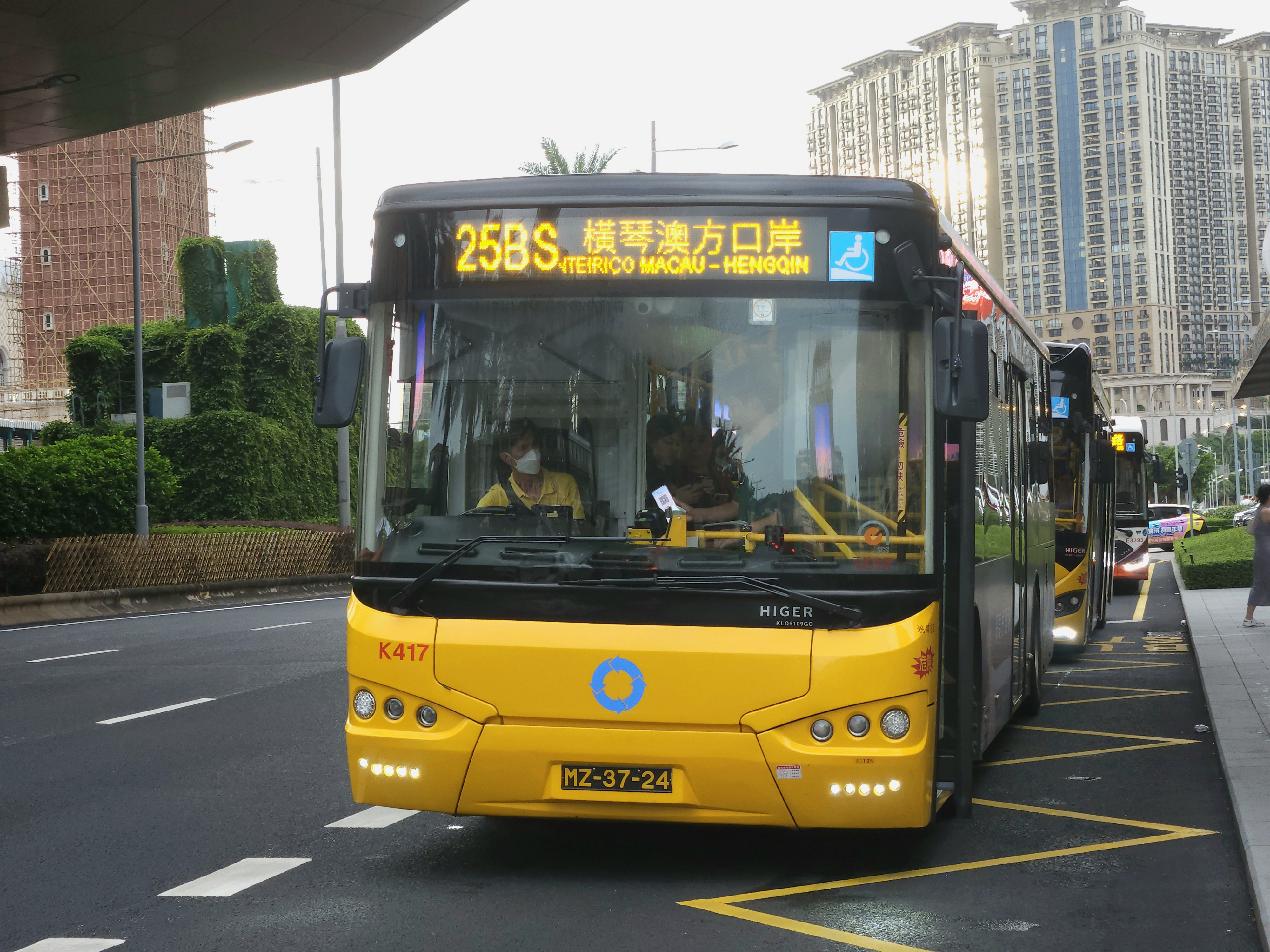
蘇州金龍KLQ6109GQ
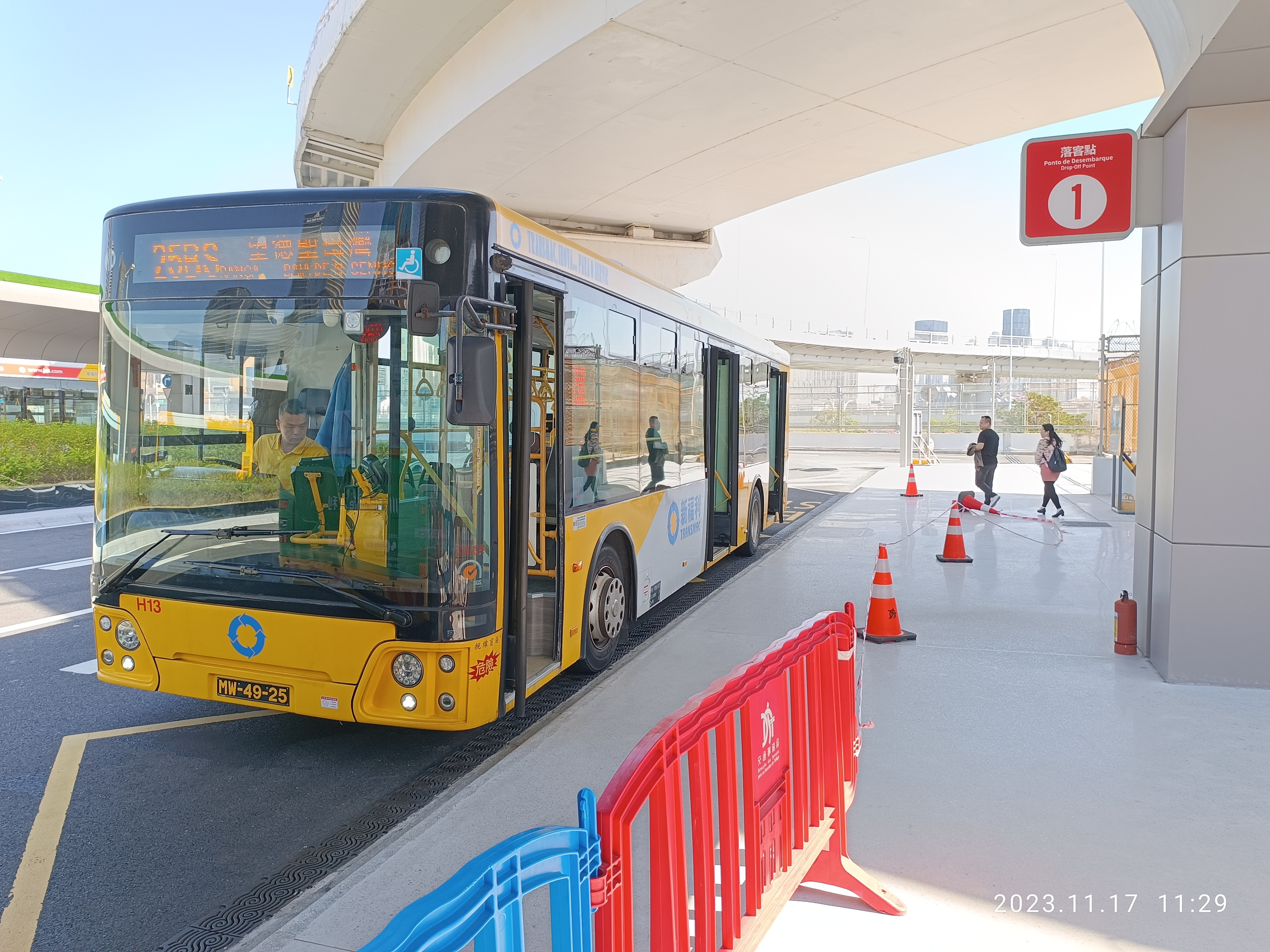
蘇州金龍KLQ6115GQ
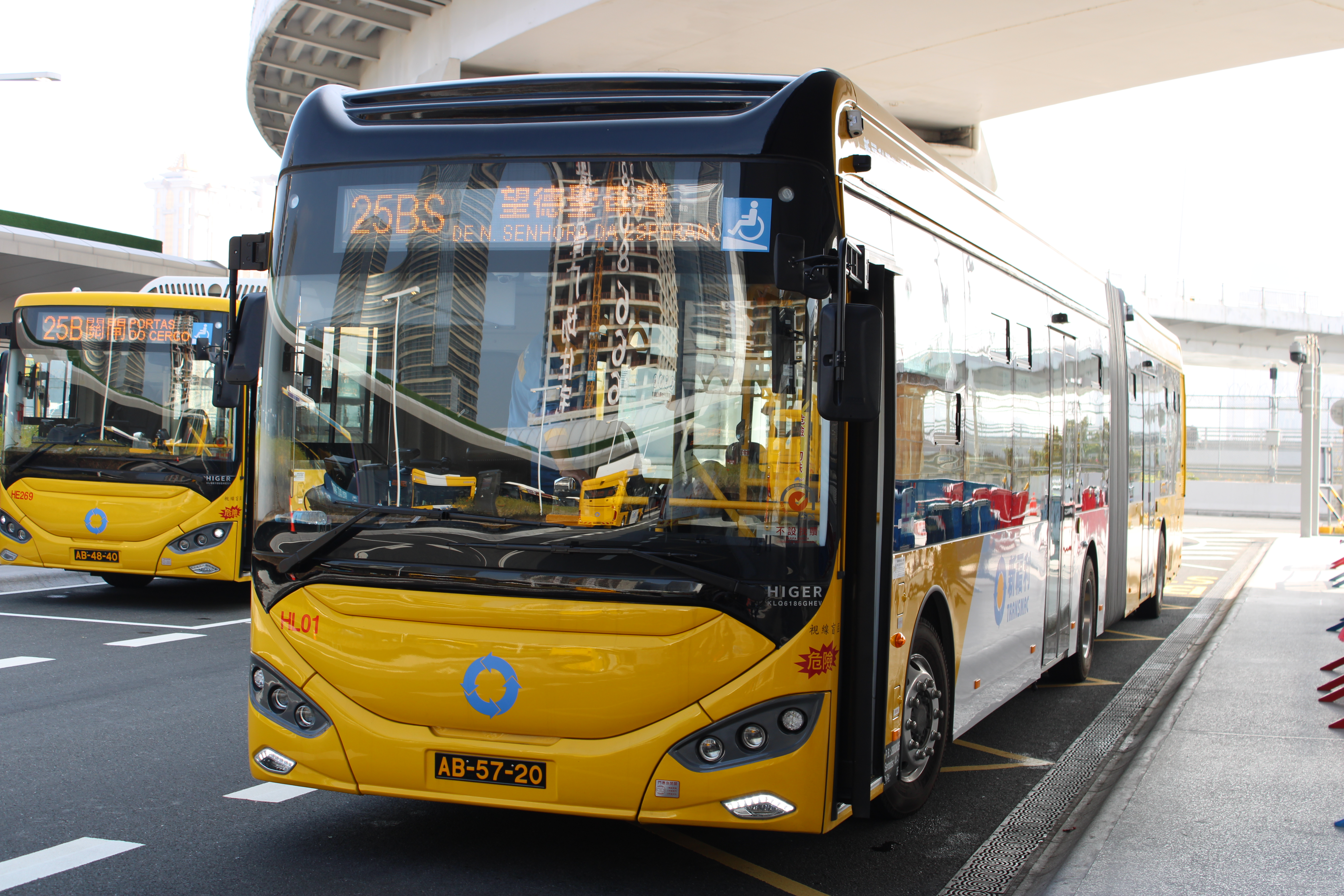
蘇州金龍KLQ6186GHEV
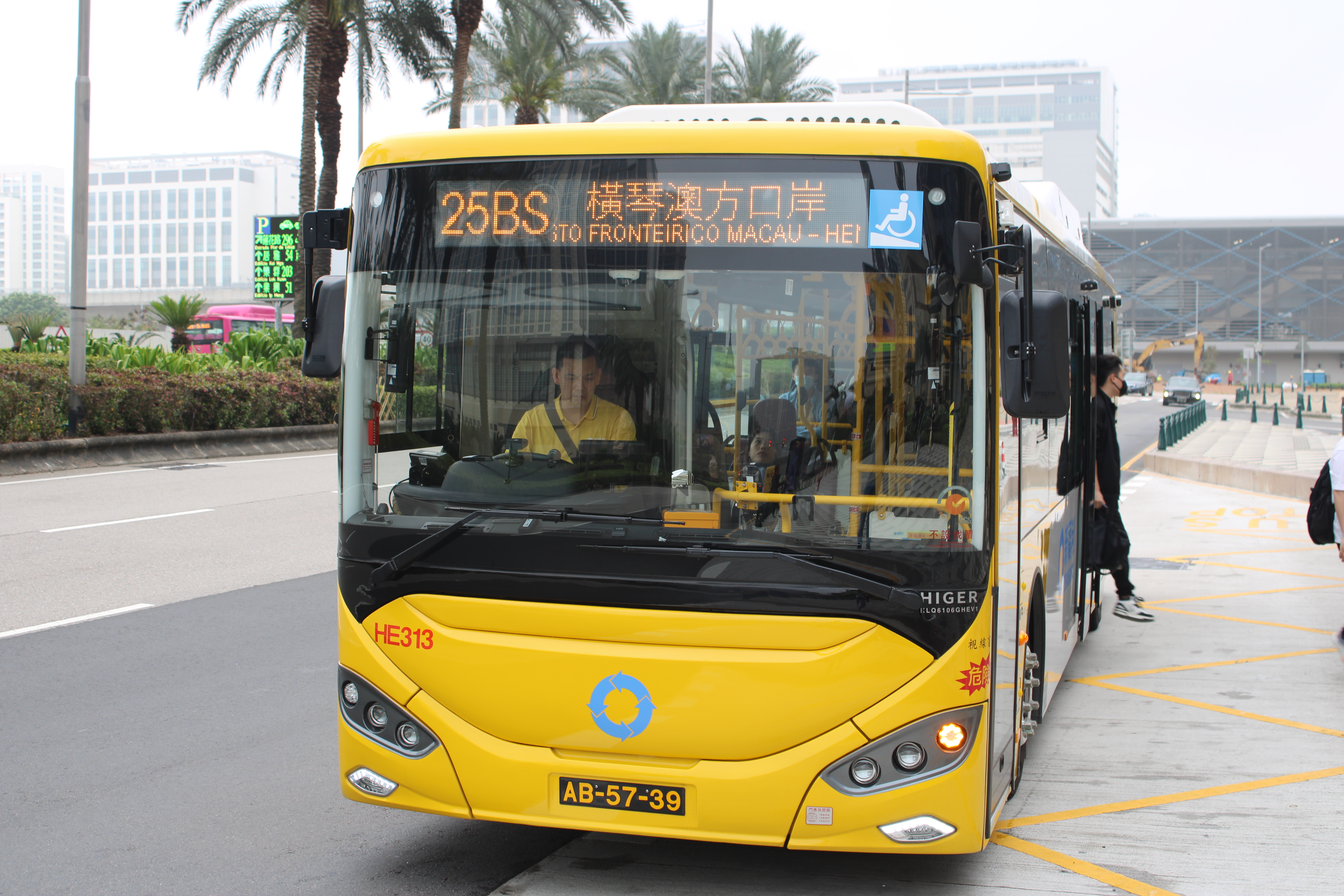
蘇州金龍KLQ6106GHEV1
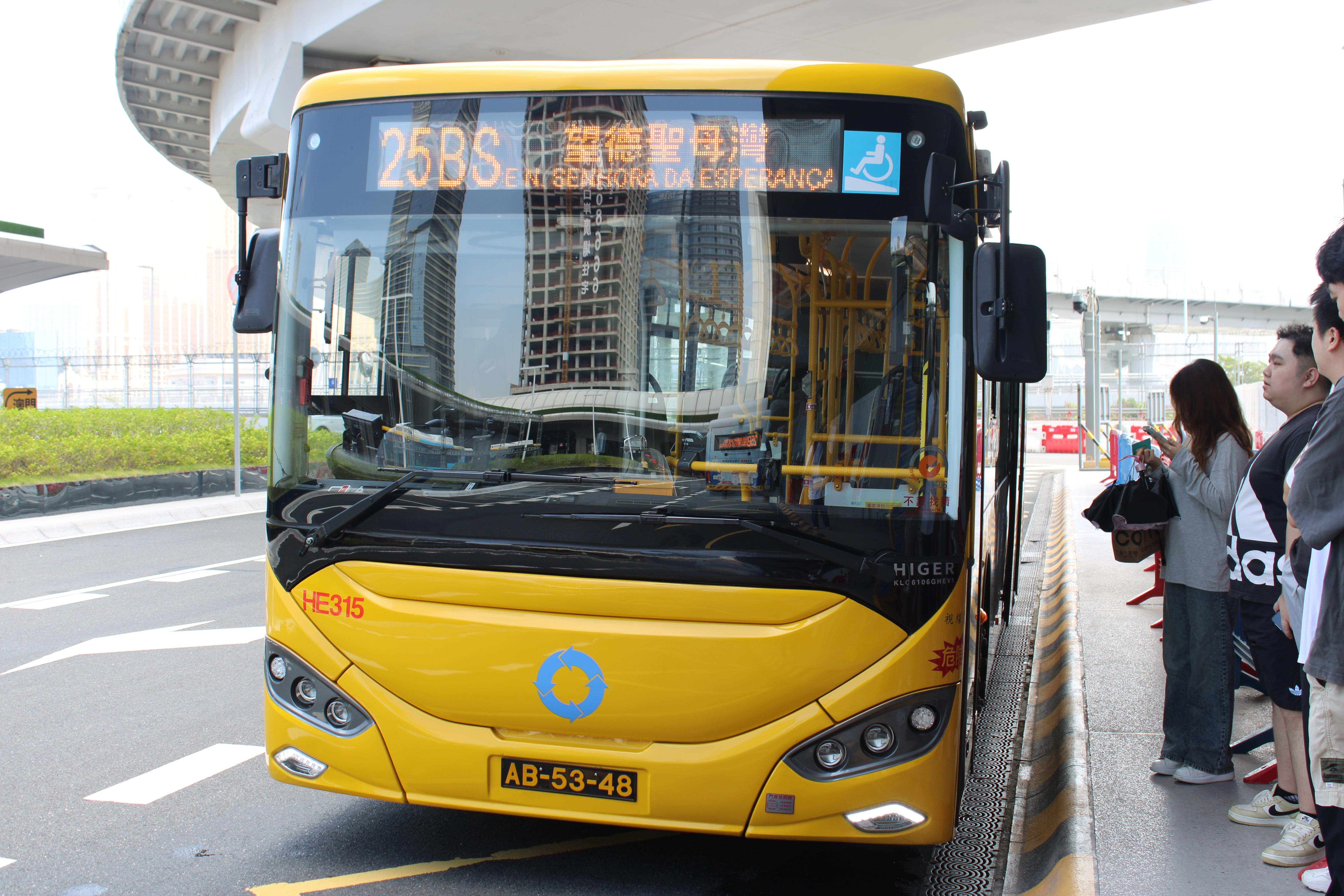
蘇州金龍KLQ6106GHEV1

## 趣事
- 本線會因應實際客量，在服務時間以外提供服務（10:00-12:00、15:00-17:00）

## 外部連結
- 澳門新福利公共汽車有限公司（官方網站） （页面存档备份，存于）